# Poesia visiva
La poesia visiva nasce dalle sperimentazioni artistiche e letterarie compiute nel clima della Neoavanguardia, a partire dagli anni sessanta del XX secolo.
Anche se, tuttavia, è dalla rinascita culturale del secondo dopoguerra che le ricerche verbo-visive hanno il loro punto di partenza, come presa di posizione critica sulla cultura, sulla società e sul linguaggio attraverso il quale si esprime la nuova realtà modernizzata e industrializzata del secondo dopoguerra. Sono gli anni in cui gli intellettuali si specializzano negli ambiti della cultura e si fanno più pragmatici e coinvolti nell'interpretazione dei grandi mutamenti della società e nella partecipazione attiva alla critica militante, culturale e sociale. Attività intellettuali che rispecchiavano il desiderio di rinnovamento e, quindi, di svecchiamento della cultura italiana, ancora ancorata all'estetica romantica e simbolista, all'idealismo crociano e gentiliano.
La Neoavanguardia - all'interno della quale si sviluppano le ricerche verbo-visuali - si qualifica come uno strumento di analisi, come azione sul piano della cultura, come interpretazione della realtà e, di conseguenza, come analisi dell'intreccio fra Arte e Cultura, caratteristico dei dibattiti intellettuali degli anni Sessanta. Le ricerche linguistiche ed estetiche della Poesia Visiva nascono in questi contesti - facili definire - di "eclettismo" culturale. Solo analizzando la cultura e le ideologie dell'epoca si può avere una chiara percezione della complessità dei dibattiti e del perché la Poesia Visiva abbia avuto uno sviluppo simultaneo a livello mondiale, collocandosi a metà fra i generi artistici e i generi letterari, essendo essa un fenomeno ibrido di Arte e Letteratura..

## Le ricerche verbo-visuali delle seconde avanguardie
A partire dalla prima metà degli anni cinquanta e per tutto il seguente decennio, le ricerche verbo-visuali delle cosiddette seconde avanguardie furono segnate da alcune tappe fondamentali:
- la crisi del Neorealismo evidenziata dalla rivista "Officina";
- le riflessioni sui rapporti tra la politica, la cultura e la letteratura tipiche di riviste come "Il Politecnico", "Società", "Il Contemporaneo" e "Rinascita" nate a partire dal secondo dopoguerra;
- il rinnovamento dei dibattiti su temi come 'letteratura e vita', 'letteratura e industria', e su una nuova questione della lingua;
- la rivalutazione delle poetiche delle avanguardie storiche e il particolare i nuovi studi sul futurismo e sul dadaismo;
- la presa di coscienza dello sperimentalismo di Pasolini;
- il principio dell'engagement ipotizzato da Sartre e ripreso da Vittorini negli anni Cinquanta nella rivista Il Verri;
- la democratizzazione e la morte dell'Arte analizzata dalla Scuola di Francoforte;
- l'allargamento lessicale dei mass media;
- l'idea di opera aperta teorizzata da Umberto Eco;
- il decostruzionismo analizzato e teorizzato da Jacques Derrida;
- la ripresa di Duchamp da parte di John Cage;
- l'attività critica e poetica sperimentale di Emilio Villa;
- la capacità da parte del Lettrismo[3] di superare le posizioni dada-surrealiste;
- l'avanzarsi a livello internazionale della Poesia Concreta e Sonora, rappresentata da Carlo Belloli, Haroldo e Augusto De Campos, Eugen Gomringer, Joan Brossa, Dieter Rot, Maurizio Nannucci, Hans Gappmary, John Furnival, Adriano Spatola, Mirella Bentivoglio, Elisabetta Gut, Patrizia Vicinelli, Ladislav Novak, Jiri Valoch, Kitasono Katue, Toshihiko, Shimizu;
- le esperienze verbovisuali che si aprono all'interno di Fluxus, con Emmett Williams, Dick Higgins, Daniel Spoerri, Wolf Vostell, George Brecht, Robert Filliou, Ben Vautier, Giuseppe Chiari, Juan Hidalgo e Walter Marchetti;
- la Poesia Tecnologica nella quale si rapportano arte, comunicazione di massa e contestazione politica, con Eugenio Miccini, Lamberto Pignotti, Lucia Marcucci e Luciano Ori;
- la pubblicazione di "Ana eccetera" con Corrado D'Ottavi, Vincenzo Accame, Ugo Carrega;
- l'attività del gruppo di Milano con il "Centro Tool" e il "Mercato del Sale" con Julien Blaine, Paul De Vree, Shoachiro Takahashi, Vincenzo Ferrari, Luciano Caruso, Stelio Maria Martini, Mario Diacono;
- la pubblicazione a Napoli di "Linea Sud", "Continuum", "Continu/azione", "Ex" con Luciano Caruso, Gianni Emilio-Simonetti, Nanni Balestrini, Luigi Tola, Emilio Isgrò, Ketty La Rocca, Magdalo Mussio, Joseph Beuys, Marcel Broodthaers, Vincenzo Agnetti, Giulio Paolini, Alighiero Boetti, Claudio Parmiggiani, Joseph Kosuth, Franco Vaccari, Luca Maria Patella, Gianfranco Baruchello, Maurizio Nannucci, William Xerra.
- la fondazione di Tèchne nel 1969, da parte di Eugenio Miccini;
- la pubblicazione di Lotta Poetica ad opera di Sarenco: prima serie 1971-1975; seconda serie 1982-1984; terza serie 1987; quarta serie 2010;
- la nascita della rivista Tam Tam, fondata nel 1972 da Adriano Spatola e Giulia Niccolai.

### Una cultura visiva
La Poesia Visiva, agli inizi degli anni Sessanta, si presentava come strumento operativo, come modalità alternativa di interpretazione, come sintesi di critica ideologica e teoria artistica la cui unica possibilità d'espressione poteva manifestarsi soltanto attraverso le tendenze visive e iconografiche della cultura di massa. Fu l'intreccio fra Arte e cultura – degli anni Sessanta e Settanta – a caratterizzare la ricerca verbo–visuale come unione di prassi e teoria, affermando sistematicamente il nuovo carattere gnoseologico ed ermeneutico dell'Arte. Si trattava, dunque, per gli intellettuali di interpretare artisticamente il riflesso incondizionato che la società di massa aveva avuto sulla società e, nello stesso tempo, di evidenziare la necessità di un'Arte che fosse espressione della cultura di massa.
Lamberto Pignotti ed Eugenio Miccini furono i fondatori del Gruppo 70, al quale successivamente prenderanno parte Lucia Marcucci, Anna Oberto, Martino Oberto, Luciano Ori, Mirella Bentivoglio, Ketty La Rocca, Giuseppe Chiari, Emilio Isgrò, Michele Perfetti, Sarenco, Magdalo Mussio, Ugo Carrega, Roberto Sanesi, Adriano Spatola, Vincenzo Ferrari, Gianfranco Baruchello.
Pignotti ha parlato di "cultura del neo-ideogramma" intendendo proprio la nuova civiltà dell'immagine, della tecnologia e dei mass-media, in cui l'Arte e la Letteratura divenivano un semplice messaggio, uno strumento dell'informazione e della comunicazione, a vantaggio del contenuto e del significato. È nella cultura del neo-ideogramma che la poesia diviene un segno, più precisamente un segno culturale e semiologico.
Nel corso dei dibattiti intellettuali che in questi anni tentano una storicizzazione della crisi della capacità comunicativa del sistema letterario, furono molti i temi presi in considerazione che allargarono la questione della morte dell'Arte, divenendo di dominio comune e tutti incentrati più o meno sull'esigenza di un linguaggio adatto alle mutate istanze culturali.
Si sottolineava così la crisi della rappresentazione: la parola per sottrazione di senso diviene, nelle ricerche verbo-visuali, autoreferenziale, matericità e parola-oggetto. Nella stagione dell'espansione della comunicazione, segno linguistico e segno visivo si contaminavano in operazioni osmotiche come prova linguistica empirico-razionale di decostruzione e destrutturazione del discorso poetico, e come tentativo di traduzione della caoticità oggettiva del mondo, attraverso l'uso di una semantica realistica. Si trattava, in sostanza, della proposta e della presa di coscienza del nuovo obiettivo delle arti e della cultura, ossia dell'acquisizione di una nuova esperienza artistica come creazione di nuovi territori della parola, di forme espressive adeguate alla nuova estetica tecnologica.
La letteratura giungeva a un confronto critico con il senso comune della società. Confrontandosi con la cultura l'Arte della Poesia Visiva affondava le proprie radici nell'ambito del sistema linguistico.

### Una nuova concezione del linguaggio
Nell'analizzare il gran numero di artisti coinvolti nelle ricerche verbo-visuali, si evidenzia una diversa concezione del linguaggio. In quegli anni, società, lingua e cultura furono unite in un continuo processo di rinnovamento e consolidamento delle strutture approvate. La lingua, in quanto sistema di segni, può essere esaminata come struttura di relazioni significative, nello stretto rapporto che si instaura fra il codice linguistico della collettività (langue) e l'attuazione individuale delle potenzialità del medesimo codice (parole) come è stato affermato da De Saussure. In tale sistema di relazioni, la lingua si caratterizza per la propria referenzialità, a partire dalla nascita della lingua nazionale, qualificandosi come riflesso indiscusso della realtà sociale. La massificazione della comunicazione e dell'informazione, prodotta dalla società industriale e del consumo, generò, in tal modo, nuovi modelli di lingua, aprendo i confini della linguistica ai nascenti concetti di lingua trasmessa, formale/informale, settoriale/tecnica e di sottocodice.
Alla fine degli anni Cinquanta, infatti, l'elemento tecnologico, analizzato in senso critico, assume un peso considerevole nelle attività artistico-culturali. I poeti verbo-visivi tentano, in questi anni, di strutturare un codice linguistico alternativo, mettendo in evidenza le contraddizioni della nuova era tecnologica e dei nuovi linguaggi mass-mediatici, e riflettendo, quindi, sui rapporti arte e tecnologia e arte e comunicazione.
Segno verbale e segno visivo assumono un rapporto reciproco di equilibrio senza subordinarsi a vicenda, avendo lo stesso peso nell'insieme dell'opera d'arte. Si tratta in sostanza del 'potenziamento espressivo' di una prassi artistica che si muove al di là del canone tradizionale.
Analizzando i rapporti fra "arte e comunicazione" e "arte e tecnologia", i poeti visivi hanno distinto il linguaggio propriamente detto dai sottocodici prodotti dalla civiltà industriale. Non a caso l'allargamento lessicale – iniziato già con le avanguardie storiche – e la simultaneità dei codici espressivi nell'ambito dello stretto legame che si crea fra forma e referente, fra significante e significato, si configura, ancora oggi, come una risposta culturale – di matrice artistica – alla complessità del rapporto fra comunicazione verbale e comunicazione visiva, caratteristico dell'espansione mediatica della società di massa.
Si può fare riferimento, per esempio, alla tecnica del collage, del fotomontaggio o all'assemblage – intesi come recupero di tecniche già usate storicamente dalle arti minori – in cui il reale viene percepito in concreto senza ricorrere all'illusione pittorica con l'intento di dar vita a una tecnica pittorica in cui l'Arte possa competere con i mezzi di comunicazione. In tal senso è significativo ricordare la tecnica dell'affiche e del manifesto, in quanto rispondono all'esigenza degli artisti di stabilire una presa diretta con il pubblico. In questo contesto s'inseriscono i ready-made di Duchamp, i poèmes-objet di André Breton, i fotomontaggi dadaisti, i collage prettamente pittorici dei futuristi e dei cubisti.

### Il rapporto tra parola e immagine
Le pratiche di visualizzazione del materiale verbale si fanno promotrici di un'intensificazione del segno grafico, proprio attraverso la convergenza e l'associazione di altri tipi di segni, e le modalità con cui il messaggio ‘poetico’ viene espresso pongono l'accento sulla semanticità del segno: l'estrinsecazione del significato si attua in relazione a un trattamento pluriartistico delle potenzialità espressive e comunicative del significante, sia esso fonico o iconico. Si è trattato, in definitiva, del riscatto estetico – nella pratica operativa – della parola poetica che va incontro a una radicale trasformazione verso le forme della ‘scrittura visuale’, ibrida linguisticamente. «La scrittura verbo–visiva», come hanno dimostrato Stefania Stefanelli e Lamberto Pignotti – può essere considerata come la modalità espressiva che ha teso alla comprensione
[…], sia quelle forme di comunicazione visiva che intendono anche farsi leggere [nella] consapevolezza che fra Letteratura e Arti visive, fra Pagina e Quadro, fra Parola e Immagine, non ci sono frontiere precise e neppure occasionali sconfinamenti, ma piuttosto sistematiche sovrapposizioni e integrazioni nel segno della continuità»»
I rapporti di sovrapposizione e sintesi fra comunicazione verbale e le altre forme di comunicazione hanno dato il via all'interrogarsi sui linguaggi dell'arte. La Poesia visiva ha continuato a impiegare il mezzo espressivo caratteristico del canone letterario, benché il segno verbale si affrancava da quei vincoli artistici che la letteratura aveva da sempre ignorato. Si operò una «ricerca sulla parola oltre la parola», precisando sotto il profilo linguistico-formale un «riscatto» della concretezza, della materialità e della fisicità del linguaggio.
La promozione del significante sul significato presuppone, infatti, uno sfruttamento intensivo del corpo grafico che può essere visualizzato secondo modalità di incidenza semantica diverse di volta in volta: la pertinenza linguistica del segno può essere azzerata, ridotta oppure anche annullata del tutto, approdando sia a forme di «multigrafia» che di «agrafia» rispetto a quella tipografica tradizionale nell'intento di sfruttare «le potenzialità visuale insite nella parola segno
La ricerca di modalità espressive capaci di intensificare, dilatare e forzare visualmente il segno – in relazione alla dimensione valorizzata del significante – rispondeva al soddisfacimento delle finalità e delle esigenze degli intellettuali impegnati a una resa estetica della complessità del sociale, nell'intento di sottrarre il sistema linguistico al circolo economico del sistema neocapitalistico, che attraverso i mass media, trasfigurava passivamente il sistema linguistico, alienandolo dalla sua funzione principale di essere veicolo informativo e comunicativo.
Per Lamberto Pignotti si è trattato in sostanza di una serie di «riesami di riscoperte del tragitto percorso dalla cultura alfabetica occidentale che ha un lungo processo di semplificazione (ma anche di impoverimento) ha portato dalla figura del pittogramma, all'ideogramma e infine alla lettera
Di fatto, la sperimentazione verbo-visuale affonda le sue radici nella ‘poesia figurata’ dell'antichità classica e del medioevo, e anche nel corso dell'Età Moderna si sono registrati ricorsi all'artificio grafico, al non-sense linguistico-letterario e alla visualizzazione fisica del testo poetico
Il legame tra il segno come materia e il suo significato è stato studiato fin dai primi anni Sessanta da Ugo Carrega che giunge all'ipotesi che tra i vari elementi esista una vera simbiosi. Egli fa riferimento da una parte all'esempio di personalità letterarie come Ezra Pound, James Joyce, Jorge Luis Borges e dall'altra cerca di ridare al concetto il suo corpo fisico in modo da evidenziare il contatto necessario tra la mente e la mano. Viene pertanto formulata l'ipotesi che la scrittura non debba necessariamente possedere un campo preciso né essere inteso come fine, ma piuttosto come strumento e mezzo che evoca un significato e, così come per l'immagine, metafora di un atteggiamento verso il fare artistico. Rifacendosi al concetto di metafora Carrega scrive:
In questo modo significato e significante finiscono per fondersi tanto che il segno iconico e quello scrittorio arrivano a possedere una stessa finalità tecnica.
La poetica della Poesia Visiva tende, in sostanza, alla riscoperta di quel messaggio poetico - che si era perso a seguito dell'incomunicabilità dell'ermetismo e della nuova società industrializzata - attraverso il recupero fisico e materiale del grafema e la realizzazione pittorico del significante. Tutto ciò avviene grazie a vari procedimenti, tra cui:
- l'intensificazione della presenza verbale
- l'associazione del segno verbale con altri segni extra-linguisti e non verbali
- combinazione della semanticità fra parola e immagine
- associazione di elementi fonetici o grafici della lingua all'immagine

Il risultato di tali procedimenti è un "interlinguaggio" capace di sottolineare il passaggio da un significato connotativo della 'parola industrializzata' a quello denotativo, sono ad arrivare a privilegiare il significante.
Di conseguenza leggere le Poesie Visive non è semplice, infatti tali pratiche separano la percezione linguistica da quella iconica. Al lettore è richiesto un approccio sintetico e globale, e una 'lettura simultanea' del quadro, dove il tutto prevale sulle singole parti.

## La Poesia Visiva in Italia
In Italia la Poesia Visiva nacque all'interno delle riflessioni intellettuali e culturali delineate, ma a livello più concreto si può generalizzare ripercorrendo le tappe fondamentali delle dispute estetiche e artistico/linguistiche dalle sperimentazioni linguistiche e poetiche de "I Novissimi" del "Gruppo 63" e del "Gruppo 70" e più in generale dall'ambito delle pratiche della Poesia Totale.
- A Genova, grazie alle sperimentazioni di Luigi Tola e del suo "Gruppo Studio", nascono le “poesie murali” e contemporaneamente si sviluppa la ricerca “verbovisuale” di Martino Oberto che riunisce attorno alla sua rivista "Ana eccetera" Ugo Carrega, Corrado D’Ottavi, Lino Matti e altri[11].
- In questo periodo nasce anche, per opera di Tola, il circolo culturale “Il Portico” di Via Cantore (poi trasferitosi in Via Avio 5) a Sampierdarena, primo gruppo di ricerca e discussione d'arte composto da Tola e da alcuni giovani amici: studenti di liceo, universitari, operai. Il gruppo stampa a ciclostile “Dibattiti” che costituisce il primo vero opuscolo/giornalino fondato e diretto da Tola. Oltre a questo giornalino che raccoglie gli interventi dei vari membri del gruppo del “Portico”, vengono stampati anche una serie di supplementi dedicati alla poesia. Tra questi va sicuramente ricordato il supplemento dedicato alle poesie di Nazım Hikmet, prima traduzione in italiano della sua poesia. Attorno al circolo culturale “Il Portico” nascono le prime poesie murali, poesie destinate ad essere affisse ai muri delle fabbriche, delle scuole e delle università sull'esempio dei giornali di fabbrica e sindacali che utilizzano lo stesso metodo di diffusione.
- Oltre a “Il Portico” di Tola, alla fine degli anni Cinquanta, sono attive a Genova altre straordinarie realtà culturali d'avanguardia. Si ricordano: la galleria/circolo culturale “Il Deposito” animato dal pittore Eugenio Carmi a Boccadasse, “La Bertesca” centro culturale coordinato dagli editori di “Modulo” Francesco Masnata e Nicola Trentalance, “La Polena” con uno specifico interesse all'arte concreta e ottica, “Il Vicolo” del futurista Alf Gaudenzi.
- Nel 1958 Luigi Tola fonda il “Gruppo Studio” a cui aderiscono Olga Casa, Daniela Zampini Kalepyros, Maurizio Guala, Guido Ziveri, Piero Taverna, Rodolfo Vitone, il giovanissimo Germano Celant, Danilo Giorgi, Bruno Lo Monaco, Claudio Tempo, Lella Carretta, Paola Campanella, Francesco Vaccarone.
- "Trerosso" nasce, sempre per opera del maestro Luigi Tola, come organo del “Gruppo Studio” di Genova. Il numero zero esce nell'ottobre del 1965. Il numero 2, terzo ed ultimo fascicolo pubblicato, è del giugno/agosto 1966. L'intento è quello di dare visibilità a tutte quelle attività estetiche che lavorano sul rapporto tra arte e comunicazione. Trovano quindi ampi spazi le sperimentazioni di Poesia Visiva del gruppo genovese e di altri poeti visivi italiani e stranieri come Lucia Marcucci, Eugenio Miccini, Lamberto Pignotti, Luciano Ori, Jiří Kolář, etc.).

La rivista pubblica anche testi poetici sperimentali lineari, testi di poesia concreta, riproduzioni di opere pittoriche e numerosi articoli teorici.
- A Firenze la “Poesia Tecnologica” (definizione coniata da Lamberto Pignotti in un articolo pubblicato a Milano sulla rivista “Questo e altro”, n. 2 del 1962) del gruppo fiorentino: Lamberto Pignotti, Eugenio Miccini, Lucia Marcucci, Giuseppe Chiari, Luciano Ori, che diede vita al “Gruppo 70”. Le prime manifestazioni sono due convegni organizzati a Firenze sul tema "Arte e comunicazione" nel 1963 e l'anno successivo su "Arte e tecnologia". Ai convegni, oltre ai fondatori Eugenio Miccini (sua l'invenzione del termine "poesia visiva"), Giuseppe Chiari e Lamberto Pignotti, Sylvano Bussotti, parteciperanno anche Luciano Anceschi, Eugenio Battisti, Bortolotto, Gillo Dorfles, Umberto Eco, Aldo Rossi, Roman Vlad, Mauricio Kagel, Antonio Bueno, Alberto Moretti, Silvio Loffredo, Pietro Grossi. Intellettuali vicini al “Gruppo 63” (fondato a Palermo nell'ottobre 1963 dai poeti dell'antologia “I Novissimi”: Alfredo Giuliani, Elio Pagliarani, Edoardo Sanguineti, Nanni Balestrini, Antonio Porta insieme agli studiosi di estetica e critica letteraria Renato Barilli e Umberto Eco) e alla rivista “Marcatré”, già divenuta la più influente rivista della neo-avanguardia italiana. A partire dal 1963 il “Gruppo 70” mette in scena un happening itinerante dal titolo “Poesie e no” basato sull'interazione tra pubblico, poeti e musicisti. La prima rappresentazione ha luogo al Gabinetto Viesseux di Firenze, l'azione viene ripetuta in diversi spazi in toscana e nel resto del paese, coinvolgendo in scena Bueno e Marcucci e successivamente anche Emilio Isgrò e Ketty La Rocca e ampliando l'azione con registrazioni di poesia sonora e proiezioni video. Nel novembre 1964 viene proposta dalla rivista “Malebolge”, fondata da Corrado Costa, Adriano Spatola e Giorgio Celli, la seconda riunione del “Gruppo 63” a Reggio Emilia. Vengono invitati a partecipare, oltre il “Gruppo 70”, i napoletani Achille Bonito Oliva, Gian Battista Nazzaro, Antonino Russo (poeta e scrittore), e gli altri che fanno capo alla rivista “Linea Sud” diretta da Luca (Luigi Castellano), Stelio Maria Martini e Luciano Caruso. Al convegno parteciperà Pignotti come portavoce del “Gruppo 70”. Del 1965 sono le prime esposizioni del “Gruppo 70” alla galleria “La Vigna Nuova” e alla galleria “Numero” di Firenze. Alle mostre parteciparono, oltre agli esponenti del gruppo, molti artisti legati a Fluxus: George Brecht, Dick Higgins, Philip Corner, John Cage, Yōko Ono, Wolf Wostell, Toshi Ichiyanagi, e Nam June Paik. Nel 1966, poco dopo la tragica alluvione di Firenze, il “Gruppo 70” organizza alcune azioni performative in spazi pubblici della città, tra cui la Libreria Feltrinelli. Nel 1969 Eugenio Miccini dà vita al centro culturale e all'omonima rivista Tèchne (pubblicata tra il 1967 e il 1976). Nel suo centro ospita le allora nascenti compagnie di teatro Magazzini Criminali (allora Il Carrozzone) e del Teatro Jarry (Mario e Maria Luisa Santella).
- A Napoli, invece, è attorno alla figura di Luca (Luigi Castellano) e alla sua rivista "Documento Sud" che fioriscono le esperienze di Luciano Caruso, Mario Diacono e Stelio Maria Martini.
- Un gruppo di artisti, a cui presto si avvicinarono anche Stelio Maria Martini, Mario Persico e Mario Diacono, che diede vita, a partire dal 1959, ad una serie di riviste d'avanguardia. La prima fu "Documento Sud" (rivista del Gruppo '58), una delle riviste più interessanti del panorama artistico italiano a cui parteciparono anche Enrico Baj, Jean-Jacques Lebel, Edoardo Sanguineti. Al gruppo si deve anche la successiva edizione di: "Schemi", "Linea Sud", "Quaderni", "Continuum", "Continuazione A/Z", "Silence Wake", "Dettagli" e "Quaderno", esperienza che confluì poi nella rivista romana di Emilio Villa "EX". Una serie di iniziative editoriali che, con l'edizione di "E/Mana/Azione", arriva fino all'inizio degli anni ottanta. “Linea Sud” in particolare testimonia i contatti nazionali ed internazionali attivati grazie ad un fitto scambio epistolare culminati nel numero 2 dell'aprile 1965 dedicato alla Poesia sperimentale con interventi di: Adriano Spatola, Nanni Balestrini, Eugenio Miccini, Toti Scialoja, Lino Matti, Ugo Carrega, Lamberto Pignotti, Stelio Maria Martini, Luigi Tola, Mario Persico, Antonio Bueno, Giuseppe Chiari, e nei numeri successivi di Henri Chopin, Ilse e Pierre Garnier, Julien Blaine, Isidore Isou, Jacques Spacagna, Roland Sabatier e “Le Manifeste de Théatre-zéro” di Tadeusz Kantor.
- I diversi gruppi d'avanguardia attivi nel territorio italiano, non solo di poesia visiva, vennero a conoscenza l'uno dell'altro proprio grazie alle riviste esoeditoriali che circolavano in modo semiclandestino, legato al passaparola degli ambienti artistici d'avanguardia, e che diedero vita a degli scambi epistolari e di collaborazione tra le diverse realtà italiane. In questo senso l'esperienza di Adriano Spatola è esemplare. "Geiger", la rivista fondata da Adriano Spatola, uscita in nove numeri tra il 1967 e il 1982 (più un decimo numero commemorativo uscito nel 1996), fu costituita da un insieme di fogli non numerati e graffati assieme provenienti via posta a Bazzano, paesino dell'Appennino emiliano dove Spatola resideva. Punto di riferimento e d'incontro per tutti i giovani poeti internazionali, "Geiger" accoglie nelle sue pagine tutte le tendenze della poesia sperimentale. Esperienza poi confluita in "Tam Tam", rivista che Spatola fondò con Giulia Niccolai, nel 1972, nella cui redazione lavorarono poeti come Gerald Bisinger, Julien Blaine, Giorgio Celli, Corrado Costa, Giovanni Fontana, Milli Graffi, Carlo Alberto Sitta, Paul Vangelisti, ed artisti, come il modenese Giuliano della Casa, che non ha mai smesso di fare ricerca su significante, grafema, e sul rapporto tra parola ed immagine. Il Mulino di Bazzano, sede della rivista "Tam Tam", si configurò come autonomo punto di riferimento della sperimentazione poetica e acquisì particolare valenza simbolica tanto che per quella realtà si parlò di "Repubblica dei Poeti"[12].
- Proprio grazie Spatola e Parmiggiani nel 1967 a Fiumalbo venne organizzato il festival “Parole sui muri”. Per dieci giorni (8 – 18 agosto) il paese di Fiumalbo, un centro turistico a pochi chilometri dall'Abetone, venne trasformato nella scena corale e ultima dell'avanguardia. Vi parteciparono i maggiori esponenti della poesia concreta, visiva e sonora; cineasti, artisti di confine tra immagine e parola. Gli autori provenivano da molte parti del mondo, e chi non riuscì ad essere presente inviò per posta un'opera, un manifesto, una poesia da affiggere, un disegno: Adriano Spatola, Claudio Parmiggiani, Giuliano Della casa, Franco Vaccari, Sebastiano Vassalli, Pierre e Ilse Garnier, Jean-François Bory, Julien Blaine, Mirella Bentivoglio, Roberto Comini, Franz Mon, Helmut Heissenbüttel, Timm Ulrichs, Gianni Sassi, Arrigo Lora Totino, Jochen Gertz, Heinz Gappmayr, Maurizio Nannucci, Jiří Kolář, Ladislav Novák, Carlo Cremaschi, Henri Chopin, Corrado Costa, Vincenzo Accame, Julio Campal, Alain Arias Misson, Eugenio Miccini, Luciano Ori, Lucia Marcucci, Michele Perfetti, Lamberto Pignotti, Ketty La Rocca, Patrizia Vicinelli, John Furnival, Sarenco, Giovanna Sandri.
- Nel 1971 nasce la rivista “Lotta Poetica”, fondata e diretta da Sarenco. Attorno ad essa si organizza il primo gruppo internazionale di poesia visiva in Italia, con gli italiani Sarenco e Eugenio Miccini, i francesi Julien Blaine e Jean-François Bory, il belga Paul De Vree e lo statunitense Alain Arias Misson. Il gruppo (ribattezzato negli anni Ottanta Logomotives e a cui aderì anche il poeta Franco Verdi) guidato da Sarenco ebbe una diffusa attività che andò, contrariamente ad altri gruppi italiani, ben oltre i confini nazionali. L'azione propulsiva di Sarenco e del gruppo facente capo alla rivista permise la diffusione del movimento a livello internazionale. Da ricordare la storica partecipazione nella sezione “Open end” all'Esposizione Internazionale de Poesia Concreta allo Stedelijk Museum di Amsterdam del 1970.
- Tra gli anni 80 e gli anni 90 si crea un'area di ricerca che sperimenta tra scrittura, visualità e nuovi media, sviluppando in modo molto differenziato temi del Futurismo, della poesia concreta, della poesia sonora e visiva. La produzione è varia e spazia dal video analogico a quello digitale, dalla computer grafica all'elaborazione digitale acustica, all'installazione. Nasceranno la videopoesia, la computer poetry, CD ROM di poesia e vari ambienti interattivi e ipermediali, anche on line. Tra gli autori rilevanti a livello internazionale: Gianni Toti, Philadelpho Menezes e Wilton Azevedo, Arnaldo Antunes, Akenaton, Jim Andrews, Jean-Pierre Balpe, Caterina Davinio, Augusto de Campos, Reiner Strasser, il gruppo Hermes Intermedia[13] (con Giovanni Fontana, Giampiero Gemini, Valerio Murat, Antonio Poce)[14].
- Dagli anni 90 e per tutti i 2000 le ricerche italiane sono proseguite con opere di studi teorici di artisti come Paolo Albani[15][16] e Paolo della Bella[17] e sulla contaminazione verbo-visiva tra arte e scienza di Antonino Bove[18].
- Nel 1995 a Spoleto si è tenuta La rassegna Internazionale di Poesia Visiva, tra cui hanno partecipato Sarenco, Eugenio Miccini, Alain Arias Misson, Julian Blaine, Giuseppe Chiari, Patrizio Vanessi, Ugo Carrega con la presenza del critico d'arte Enrico Mascelloni.